# 砂川遊園

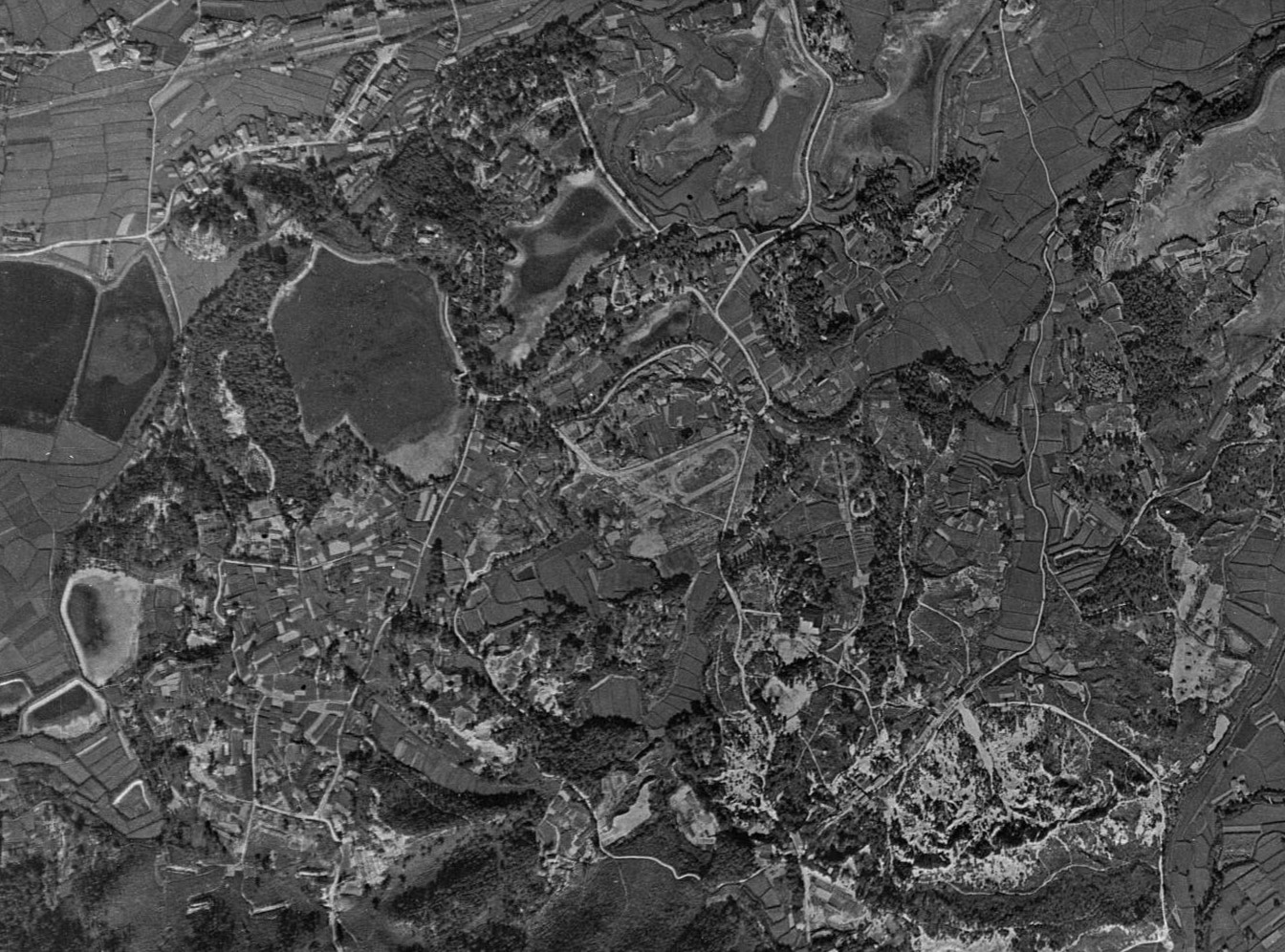
1947年に撮影された閉園後の砂川遊園。左上が和泉砂川駅、右下に少し見えるのが砂川奇勝。

砂川遊園（すながわゆうえん）は、かつて大阪府泉南郡信達町（旧信達村）にあった遊園地。阪和電鉄によって運営されていた。
戦争に翻弄され、開業から10年とたたずに閉鎖された。
砂川奇勝についてもここで述べる。

## 歴史

### 砂川奇勝
約200万年前の洪積世、砂岩が隆起して地表に露出した。砂岩地層故に風雨にさらされて風化し、凹凸のある斜面が形成された（いわゆる土柱に近い）。この削られた姿が、ある時は猛虎の姿に、またある時は天に駆けのぼる飛竜の姿に見えたなどといわれ、岸和田藩主が見物に来る等景勝地として名を得、昭和初期には「泉州の耶馬渓」とも称される一大観光地へと成長していた。考古学的な価値も高く、一時期は天然記念物候補だったともいう。
なお、この風景が「砂川」の名の由来でもある。

### 阪和電気鉄道による開発
1930年（昭和5年）、付近に路線と駅（信達駅）を建設した阪和電気鉄道は、南海との競合に際し、当駅の立地に目を付け、この地を宝塚に匹敵する一大リゾート地への開発を計画。田中源太郎や河上商店ら地元の不動産と結託し、別荘地や住宅地とあわせて1933年（昭和8年）頃から遊園地開発も行われ、百合が池の湖畔に「テント村」がオープン。それに先立つ1932年（昭和7年）に信達駅は阪和砂川駅に駅名を変更した。そして、1935年（昭和10年）に開業したのが前身の砂川児童遊園である。
当時は大阪が経済的に大発展を遂げた大大阪時代の最中で、阪神の甲子園阪神パーク（1929年）、近畿日本の生駒山上遊園地（同）など多くの関西私鉄において同様のムーブメントが起こっていた。

### 砂川遊園

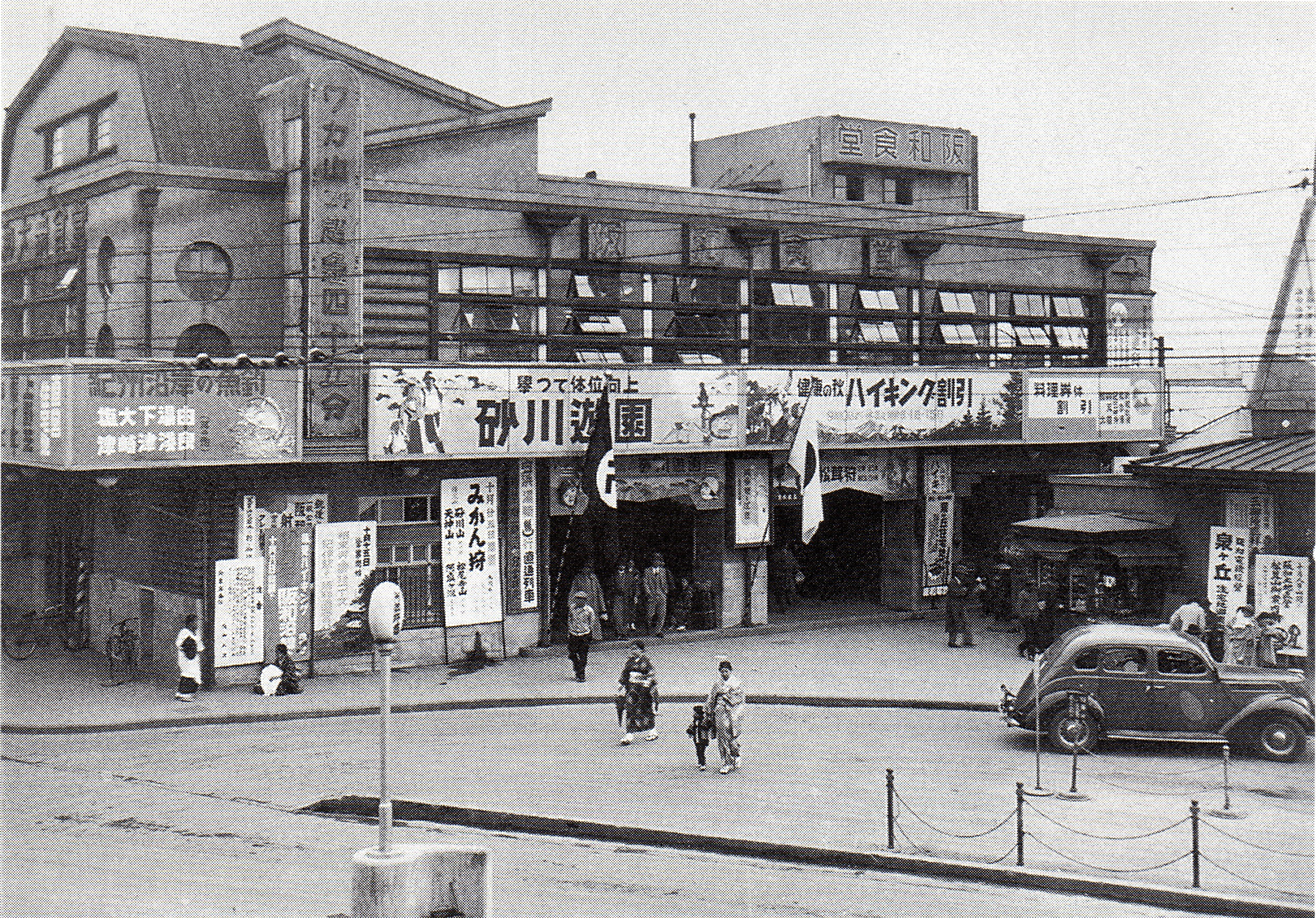
天王寺駅に張り出された砂川遊園の広告（1938年）。「体位向上」の文字が載っている。

1936年（昭和11年）、児童遊園は正式に遊園地として営業を開始した。電鉄が春秋の行楽シーズンに割引切符を出し、また宣伝の柱にするなどの熱心な売り込みもあり目論見通り大盛況となり、開業3年間で200万人、一時期のの利用者数は１日あたり5、6万人を数えていたという。1937年（昭和12年）には阪和砂川駅に東口が開設され、夕刻になると帰りの切符を求め長蛇の列がなされていたという。
開業直後に日中戦争の長期化により世間が観光自粛ムードとなり、レジャー需要は徐々に遠のいたが、園周辺にはハイキングコースがあることもあり（後述）、「体位向上」を謳って集客する方針も立てられた。
ちなみに当時のパンフレットにはミッキーマウスが描かれていた。

### 戦争と閉園
しかし阪和電鉄自身の経営不順や太平洋戦争の激化に伴い、1940年（昭和15年）に阪和電鉄は南海に経営統合され南海山手線となる。1941年（昭和16年）に阪和砂川駅を砂川園駅に改称するなどの動きはあったものの、宣伝環境の悪化に伴って存在感は徐々に薄れていった。
1944年（昭和19年）頃には金属供出に伴い遊具の殆どが撤去され、園周辺は芋畑になったとされており、1943年（昭和18年）前後に営業を終えたと思われるが、公的な資料は現存しておらず詳細は不明である。
同年山手線は改正陸運統制令により国有化され阪和線となると同時に、砂川園駅は和泉砂川駅へと改称された。

### 閉園後

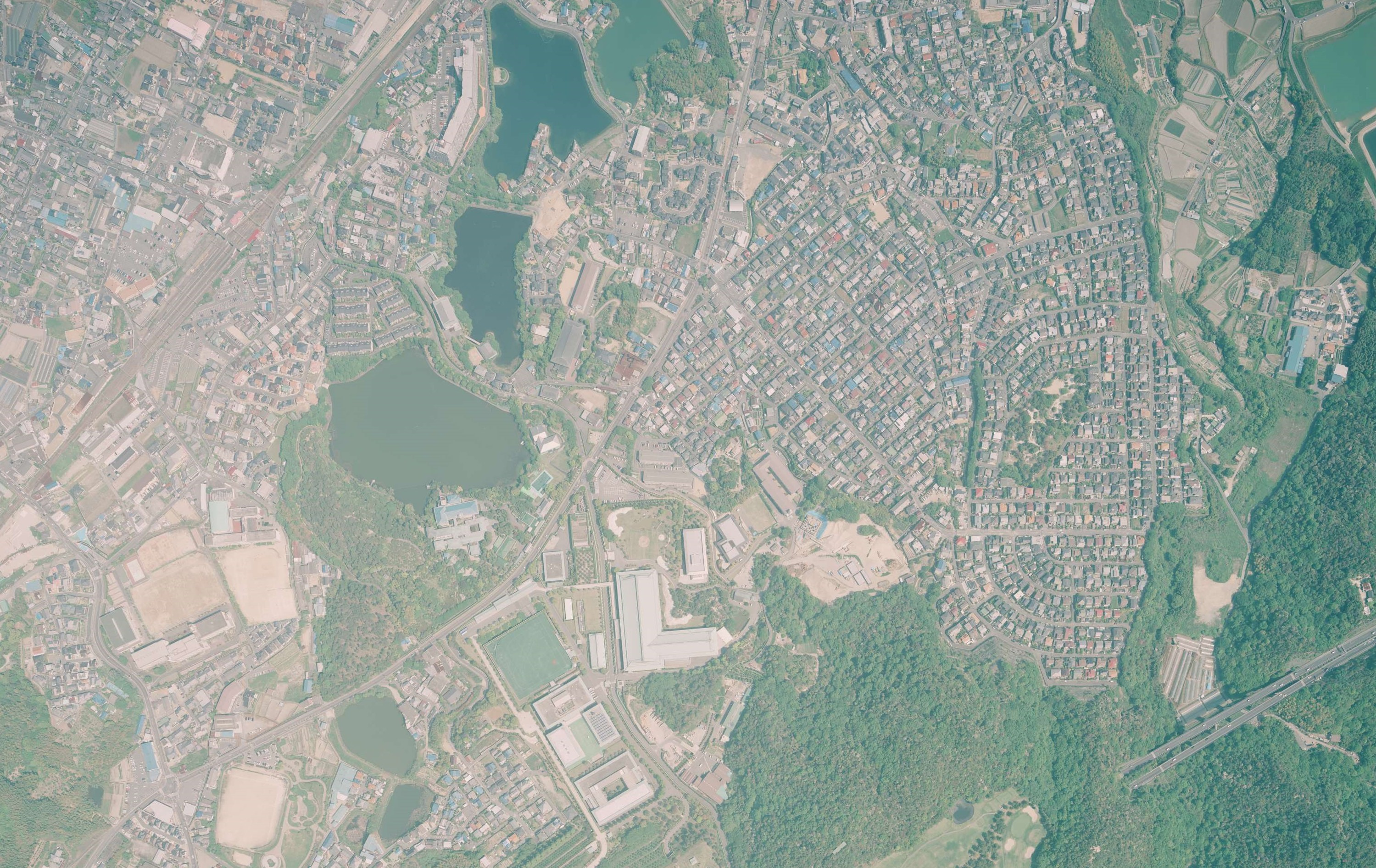
2008年に空撮された遊園と奇勝の跡地周辺。

昭和30年代までは遊園跡地内に遊具が残っており遊ぶことも可能だったようだが、その後高度経済成長に伴う大規模宅地開発の一環で1964年（昭和39年）に土地も売却され、1974年（昭和49年）頃には遊園も奇勝も宅地化によって大部分を消失した。
2023年（令和5年）現在、遊園は貸しボートのあった池を除くと、和泉砂川駅付近のロータリーに残る歓迎塔の根元が姿を留める。一方で奇勝は住民の運動によりわずかながらその姿を残しており、見学も可能である。

## 施設
「天恵の楽園」とかかれた当時のパンフレットを参照すると、次の遊具があったとされる。
- サル山（モンキーハウス）
- サイクリング
- 大花壇（沈床花壇）
- トラック
- ステージ
- ボート池（貸しボートとは別）
- 遊技場
- ミニSL（子供汽車）
- ゴーカート（子供自働車）
- 飛行船塔[注 6]
- 表忠塔
- 展望塔
- 演芸場

そのほか、
- キャンプ場「砂川テント村」（風呂屋が併設されていた）[3]
- 貸しボート … 付近にある百合ノ池、中の池、丘の池[注 7]、芦谷池の4つの池においておこなっていたとされる[9]。

なお、入場は無料であった。
加えて周囲は長慶寺や林昌寺をめぐるハイキングコースとして整備され、キノコ狩りなどのイベントも多く開催された。
また、駅前は地主によって商店街として開発されていた。

## 交通

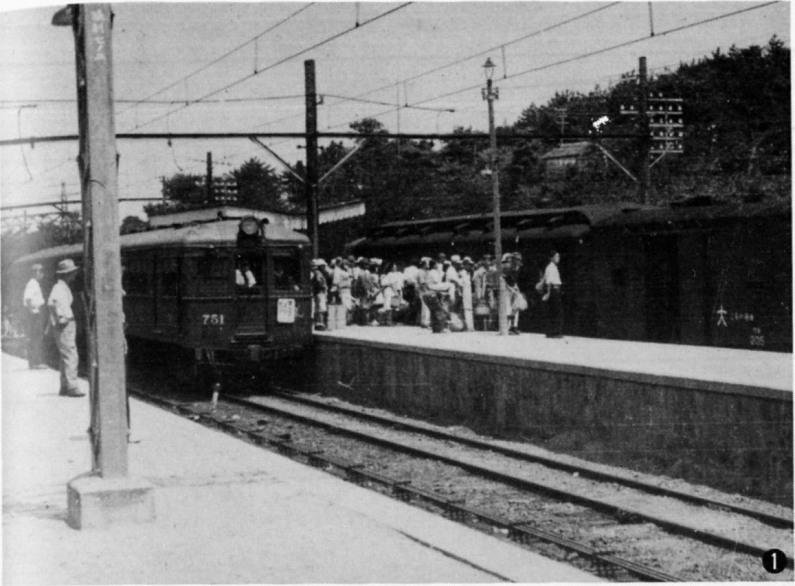
1946年の和泉砂川駅構内。

- 阪和電鉄阪和砂川駅（現和泉砂川駅）から入り口まで徒歩約5分、砂川奇勝までは20分ほど。

## 注